# Miotacz ognia FOG-2
Miotacz ognia FOG-2 – radziecka broń służącą do walki na bliską odległość i przeznaczona do rażenia strumieniem ognia czołgów i siły żywej nieprzyjaciela. Znajdowała się także na wyposażeniu ludowego Wojska Polskiego.

## Charakterystyka
Miotacz FOG-2 był udoskonaloną wersją Miotacza FOG-1. Był bronią jednorazowego działania, a w celu ponownego wykorzystania należało go napełnić. Mieszanka zapalająca była wyrzucana pod ciśnieniem gazów prochowych powstałych przy spalaniu się ładunku prochowego.
Miał kształt walca, a w jego górnej pokrywie znajdowały się dwa otwory: w jednym umieszczano ładunek miotający, przez drugi przechodziła rura syfonowa, której końcowa część stanowiła prądownicę. Po napełnieniu zbiornika w komorze nabojowej na ładunku miotającym umieszczano ładunek zapłonowy z zapalnikiem elektrycznym lub mechanicznym i ładunek prochowy. W momencie odpalenia zapalał się najpierw ładunek zapłonowy, a następnie prochowy. Gazy prochowe tłoczyły mieszankę zapalającą ku przeponie. Przy odpowiednim ciśnieniu przepona pękała i z prądownicy wytryskiwał strumień mieszanki zapalającej. W tym momencie zapalał ją płomień ładunku zapalającego. W momencie oddawania strzału miotacz musiał być wkopany w ziemię lub przymocowany do słupa, muru lub innego przedmiotu. Transport miotacza na stanowisko ogniowe odbywał się poprzez przetaczanie go po ziemi.
Dane taktyczno-techniczne
- odległość strzelania – do 50 metrów[c]
- pojemność robocza zbiornika – 20 litrów,
- masa – 60 kg.
- średnica – 280 mm,
- wysokość – około 750 mm.

## Budowa
W skład zestawu wchodziły:
- zbiornik z mieszanką,
- szklanka do pomieszczenia ładunku prochowego,
- gwiazdko zapalające,
- ruszt mieszczący się w szklance[d],
- przepona z blachy aluminiowej[e],
- ładunek prochowy,
- komplet przyrządów i części zamiennych.